# Konstanzer Europakolloquium
Das Konstanzer Europakolloquium war von 2002 bis 2012 eine Veranstaltungsreihe mit Bezug zu aktuellen Fragen zu Geschichte, Kultur und Gesellschaft Europas. Sie wurde in unregelmäßigen Abständen von Studenten der Universität Konstanz organisiert.

## Konzeption und Inhalt
Das Konstanzer Europakolloquium war eine Tagungsreihe zu aktuellen Fragen der Geschichte, Kultur, Wirtschaft, Politik und des Rechts Europas, die eine von studentischer Seite ausgehende Initiative darstellte. Ziel war es, führende Wissenschaftler sowie Vertreter aus Wirtschaft und Politik zusammenzuführen, um mit Studenten aus ganz Deutschland in Dialog zu treten und Lösungswege für aktuelle europäische Probleme zu diskutieren und aufzuzeigen. Die einzelnen veranstalteten Kolloquia umfassten je eine dreitägige Fachtagung und eine öffentliche Podiumsdiskussion.
Als Teilnehmer wurden insbesondere Studierende und Promovierende der Geistes-, Sozial-, Wirtschafts-, Rechts- und Politikwissenschaften angesprochen, die an einer diskursiven Auseinandersetzung mit aktuellen gesellschaftlichen und kulturellen Fragestellungen interessiert waren. Die Tagungsergebnisse wurden anschließend publiziert. Es sind drei Sammelbände zu aktuellen Fragen mit Europabezug entstanden (s. unter Literatur). Das Kolloquium wurde von privaten und öffentlichen Förderern unterstützt.

## Veranstaltungen

### 1. Kolloquium (2002)
Das 1. Konstanzer Europakolloquium fand vom 9. bis 12. Mai 2002 statt und widmete sich dem Thema „Das Europa des 21. Jahrhunderts: Chancen, Herausforderungen und Entwicklungen“. Es zielte auf einen Beitrag zur aktuellen Diskussion und auf die Behandlung verschiedener Aspekte der europäischen Integration, wie Sicherheitsfragen, Globalisierung und regionale Konflikte ab.

### 2. Kolloquium (2004)
Das 2. Konstanzer Europakolloquium, das vom 26. bis 28. Juni 2003 unter dem Titel „Identitäten in Europa – Aus der Vergangenheit in die Zukunft“ stattfand, zielte darauf ab, einen Diskurs über ein europäisches Gemeinbewusstsein in Zeiten wachsender Politikverdrossenheit und Desinteresse an der europäischen Idee anzuregen. Somit bot es eine Plattform für Diskussion und Reflexion über europäische Identitäten und deren Entwicklung aus historischer, kultureller und politischer Perspektive. Die Veranstaltung wurde von drei Studenten des Fachbereichs Geschichte an der Universität Konstanz initiiert und stand unter der Schirmherrschaft des Ministerpräsidenten von Baden-Württemberg, Erwin Teufel.
Das Kolloquium konzentrierte sich auf die theoretische Einführung in verschiedene Konzepte von Identität und lud dazu ein, den historischen Wurzeln europäischer Identitäten nachzugehen. Darüber hinaus wurden Visionen bezüglich der Chancen und Risiken einer paneuropäischen Identität entwickelt. Am letzten Abend fand eine öffentliche Podiumsdiskussion mit prominenten Vertretern aus Kultur, Politik und Wirtschaft statt, die sich mit den Chancen und Risiken einer gesamteuropäischen Identität, insbesondere im Hinblick auf die Osterweiterung der Europäischen Union, auseinandersetzten.
Als Experten nahmen unter anderem die Kulturwissenschaftlerin Aleida Assmann und der Wissenschaftstheoretiker Bernhard Giesen zum Thema Theorien von Identitäten, die Historiker Hans-Joachim Gehrke und Peter Haslinger zum Thema Beziehungen zwischen Identität und Geschichte sowie die Wirtschaftshistoriker Clemens Wischermann und Oliver Volckart mit Diskussionen über verschiedene Wirtschaftsformen teil. Die öffentliche Podiumsdiskussion wurde von der Politikerin Rita Süssmuth, dem tschechischen Politiker Karl Johannes Fürst zu Schwarzenberg, dem Mittel- und Osteuropa-Experten Günter Spielmann und dem Politikwissenschaftler Klaus Ziemer diskutiert und von Jochen Thies moderiert. Sie behandelten die Frage, ob eine gesamteuropäische Identität existent, erstrebenswert oder möglich ist.

### 3. Kolloquium (2005)
Das 3. Konstanzer Europakolloquium, das vom 21. bis 23. April 2005 stattfand, widmete sich dem Thema „Nebeneinander – Miteinander – Füreinander. Religiöser Pluralismus und Toleranz in Europa“. Die Veranstaltung bot ein interdisziplinäres Forum zur Auseinandersetzung mit den vielfältigen historischen und gegenwärtigen Aspekten religiöser Pluralität und Toleranz in Europa. Die Diskussionen umfassten ein breites Spektrum aktueller Problemlagen, von Streitigkeiten um Kopftücher, Kruzifixe und Moscheebauten über Migration und Integration bis hin zu religiösem Fundamentalismus und terroristischer Gewalt. Das Kolloquium war eine wichtige Plattform für die Diskussion und Reflexion über die Rolle von Religion in der modernen europäischen Gesellschaft und die Herausforderungen und Chancen, die sich aus religiöser Vielfalt ergeben.
Das Kolloquium behandelte unter anderem das Erbe des antiken Pluralismus, des Mittelalters, Konfessionsgrenzen, Faschismus und Nationalsozialismus, Toleranz und Anerkennung in Zeiten interkultureller Konflikte und diese aus Sicht des Christentums und des Islams sowie Konsequenzen für Juden, Christen und Muslime in Europa. Es zielte darauf ab, das Wechselwirkungs- und Spannungsverhältnis zwischen religiöser Pluralität und der Idee der Toleranz zu problematisieren, die Gefahr des Fundamentalismus näher zu beleuchten und die verfassungsrechtliche sowie politisch-gesellschaftliche Situation in Europa zu analysieren.
Zu den Referenten des Kolloquiums gehörte der Philosoph Julian Nida-Rümelin, der Politikwissenschaftler und Publizist Alfred Grosser und der Historiker Michael Salewski. Die Experten kamen aus verschiedenen Fachbereichen, darunter Geschichte, Jura, Politikwissenschaft, Religionswissenschaft und Philosophie, um die Geschichte und Zukunft Europas im Kontext religiöser Pluralität und Toleranz zu diskutieren.

### 4. Kolloquium (2006)
Das 4. Konstanzer Europakolloquium fand vom 12. bis 14. Oktober 2006 statt und konzentrierte sich auf das Thema „Dialoge über Grenzen“. Die Veranstaltung behandelte verschiedene Aspekte der europäischen Vielfalt und deren Bruchlinien, insbesondere im Hinblick auf nationale, politische, ethnische und religiöse Unterschiede. Sie bot damit eine Plattform für den Austausch und die Diskussion über die literarische Vielfalt Europas und deren Bedeutung für die kulturelle Identität des Kontinents.
Das Kolloquium umfasste Vorträge und Diskussionen zu Themen wie historische Dimensionen, literarischer Balkanismus, sozialgeschichtliche Ansätze, mediale Schwerpunkte, Migration und Integration, Ethik der Interkulturalität sowie interkulturellen Grenzdialogen zwischen Mittel-, Ost- und Westeuropa. Die abschließende öffentliche Podiumsdiskussion fokussierte auf die Frage, ob Europa über sein literarisches Schaffen eine Identität als Einheit in der Vielfalt entwickeln kann.
Als Experten nahmen unter anderem Patrice Neau aus Nantes, Bianca Pietrow-Ennker aus Konstanz und Mircea Muthu aus Cluj-Napoca teil. Es wurde eine Monografie mit dem Titel Dialoge über Grenzen: Beiträge zum 4. Konstanzer Europa-Kolloquium herausgebracht, die die Beiträge des Kolloquiums dokumentiert und sich vor allem auf literarische Problemlagen bei Dialogen über Grenzen konzentriert.

### 5. Kolloquium (2008)
Das 5. Konstanzer Europakolloquium fand vom 6. bis 8. Juni 2008 statt und widmete sich dem Thema „Energiewirtschaft in Europa: Im Spannungsfeld zwischen Klimapolitik, Wettbewerb und Versorgungssicherheit“. Es bot eine Plattform für Diskussionen über die Struktur und Zukunft der europäischen Energiewirtschaft, wobei Studierende aus ganz Europa mit Vertretern aus Politik, Wissenschaft und Wirtschaft zusammenkamen.
Aus einer Rede von Staatssekretär Heinrich Tiemann hervorgehoben, dass das Kolloquium sich mit wichtigen Fragen bezüglich der Vereinbarkeit von Ökonomie und Ökologie in Europa sowie der Zukunftsfähigkeit des deutschen bzw. europäischen Energiemarktes auseinandersetzte. Diese Themen sind zentral für Diskussionen über die Energiewirtschaft in Europa, insbesondere im Hinblick auf Klimapolitik, Wettbewerb und Versorgungssicherheit.
Der Abschlussbericht des Kolloquiums legt dar, dass die Veranstaltung die Vorbereitung, die drei Veranstaltungstage und den allgemeinen Ablauf der Diskussionen umfasste. Dabei wurden Widersprüche, weiterführende Fragen und Lösungsvorschläge zu den Herausforderungen der europäischen Energiewirtschaft beleuchtet. Es wurden sowohl marktwirtschaftliche als auch politische Perspektiven berücksichtigt, um ein umfassendes Verständnis der Problematiken zu erlangen.
Zu den Referenten des 5. Konstanzer Europakolloquiums gehörten Helmut Schmitt von Sydow, Professor an der Universität Lausanne, der Rechtswissenschaftler Ulrich von Koppenfels und Peter Hennicke, Präsident des Wuppertal Instituts für Klima, Umwelt und Energie.

### 6. Kolloquium (2009)
Das 6. Konstanzer Europakolloquium, das vom 12. bis 14. Juni 2009 stattfand, befasste sich mit dem Thema „Das Europäische Finanzsystem – Chancen und Gefahren der Krise“. Es setzte Schwerpunkte in den Bereichen Krisenmanagement, Krisenprävention und Wandel im Finanzsektor, bot Vorträge und aktuelle und zukunftsgerichtete Diskussionen mit Experten aus Wirtschaft, Politik und Wissenschaft und zielte darauf ab, den notwendigen Dialog herzustellen, Reformen zu bewerten und präzise Analysen und Lösungsansätze zu geben, um ein europäisches Finanzsystem zukunftssicher zu machen.
Das Kolloquium wurde von einem rein studentischen Team organisiert und finanzierte sich über Spenden- und Sponsorengelder. Die Veranstaltung zog hochkarätige Referenten an, darunter Hans-Werner Sinn, Präsident des Ifo Instituts für Wirtschaftsforschung und Professor an der Ludwig-Maximilians-Universität München, Günter Franke, Professor für Finanzmanagement an der Universität Konstanz und Max Otte, Professor an der Fachhochschule Worms.

### 7. Kolloquium (2010)
Das 7. Konstanzer Europakolloquium, das vom 4. bis 6. Juni 2010 stattfand, widmete sich dem Thema „Lissabon im Diskurs: Spannungslinien der EU im 21. Jahrhundert“. Unter der Schirmherrschaft von Herman Van Rompuy, dem damaligen Präsidenten des Europäischen Rates, versammelte das Kolloquium Experten aus Wirtschaft, Politik, Öffentlichkeit und Wissenschaft, um über die Zukunft der Europäischen Union zu diskutieren. Die Veranstaltung wurde von Studierenden der Universität Konstanz organisiert und konzentrierte sich auf einen binnenpolitischen Blick auf die Veränderungen in der EU nach dem Inkrafttreten des Vertrags von Lissabon.
Die Themen des Kolloquiums umfassten sicherheitspolitische Entwicklungen, Integrationsaspekte mit besonderem Bezug auf Osteuropa und institutionelle Herausforderungen. Ziel war es, die Veränderungen in der Europäischen Union aus einer integrativen, binnenpolitischen Perspektive zu ergründen und die Herausforderungen im Kontext verschiedener Spannungslinien aufzuzeigen.
Zu den Referenten des 7. Konstanzer Europakolloquiums gehörten Kay Hailbronner, Georg Jochum und Markus Kaim.

### 8. Kolloquium (2011)
Das 8. Konstanzer Europakolloquium fand vom 13. bis 15. Mai 2011 unter dem Thema „Green Economy in Europa – Illusion oder Wirklichkeit?“ statt und konzentrierte sich auf die Herausforderungen und Perspektiven eines CO2-armen Wirtschaftssystems in Europa. Die Veranstaltung zielte darauf ab, innovative Lösungsansätze für eine nachhaltige und möglichst CO2-freie europäische Wirtschaftsordnung zu entwerfen, die sowohl kosteneffizient als auch sozialverträglich ist. Schirmherr war Günther Oettinger, EU-Kommissar für Energie.
Die Veranstaltung brachte eine Vielzahl von Teilnehmern zusammen, darunter Studierende sowie Experten aus den Bereichen Wissenschaft, Wirtschaft und Politik. Im Mittelpunkt stand der interdisziplinäre Dialog, der darauf abzielte, traditionelle Ansichten zu hinterfragen und neue Perspektiven für die Umsetzung einer Green Economy in Europa zu eröffnen. Die Diskussionen umfassten eine breite Palette von Themen, einschließlich der technischen Machbarkeit, ökonomischen Rahmenbedingungen und politischen Strategien, die notwendig sind, um eine nachhaltige und CO2-arme Wirtschaft in Europa zu realisieren.
Zu den teilnehmenden Experten zählten Franz Alt, ein bekannter Journalist, Fernsehmoderator und Buchautor, der die Podiumsdiskussion moderierte, und Bene Müller, Vorstandsmitglied der Solarcomplex AG, der die Perspektive der Wirtschaft in die Diskussionsrunde einbrachte. Das regionale Unternehmen Solarcomplex hat das Ziel, die Energieversorgung im Bodenseeraum bis 2030 weitgehend auf erneuerbare Energien umzustellen. Des Weiteren trat Irmi Seidl auf, Leiterin der Forschungseinheit Wirtschafts- und Sozialwissenschaften an der Eidgenössischen Forschungsanstalt Wald, die ebenfalls als Vertreterin der Wissenschaft mitdiskutierte.

### 9. Kolloquium (2012)
Das 9. Konstanzer Europakolloquium fand vom 11. bis 13. Mai 2012 statt und widmete sich dem Thema „Finalität Europas“, also der Frage nach der endgültigen politischen und strukturellen Gestalt der Europäischen Union. Im Zentrum der Diskussion standen die Herausforderungen, vor denen Europa stand, insbesondere im Kontext der damaligen Eurokrise. Zu den Leitfragen des Kolloquiums gehörten, ob die Krise als ein Zeichen für das Scheitern des europäischen Projekts zu interpretieren sei und welche Zukunftsperspektiven sich für die Europäische Union bieten.
Die Veranstaltung umfasste drei Themenblöcke: „Visionen für Europa“, „Krisen Europas“ und „Perspektiven für die kurz- und mittelfristige Zukunft der EU“. Im Rahmen dieser Blöcke wurden verschiedene Aspekte und Lösungsansätze für die Herausforderungen der Europäischen Union diskutiert.
Das Kolloquium brachte renommierte Referenten und Referentinnen zusammen, darunter den ehemaligen österreichischen Wissenschaftsminister und damaligen EU-Kommissar für Regionalpolitik Johannes Hahn, die Politikwissenschaftlerin Gesine Schwan und den Résistance-Kämpfer, Diplomaten und Schriftsteller Stéphane Hessel. Weitere Teilnehmer waren unter anderem Gerhart Baum (Bundesminister des Innern a. D.), Erwin Teufel (Ministerpräsident a. D. des Landes Baden-Württemberg) und Général Emmanuel de Romémont (Acting Commander Joint Forces and Training Headquarters, französisches Verteidigungsministerium).